# Vania King
Vania King (chin.: 金久慈; * 3. Februar 1989 in Monterey Park, Kalifornien) ist eine ehemalige US-amerikanische Tennisspielerin.

## Karriere
Vania King, deren Eltern 1982 von Taiwan in die USA emigrierten, begann im Alter von vier Jahren mit dem Tennisspielen. 2006 wurde sie Profispielerin und erreichte im Einzel noch im November des Jahres mit Rang 50 ihre bislang beste Platzierung in der WTA-Weltrangliste.
Bei den US Open kam sie 2006 im Mixed an der Seite von Vincent Spadea bis ins Viertelfinale, sie unterlag dort Justin Gimelstob und Meghann Shaughnessy mit 4:6, 6:1, [7:10]. Ihren größten Erfolg feierte sie 2010 in Wimbledon mit dem Titelgewinn im Doppel an der Seite von Jaroslawa Schwedowa, mit der sie im selben Jahr auch bei den US Open triumphierte. 2011 folgten zwei weitere Doppeltitel mit Schwedowa bei den WTA-Turnieren von Cincinnati und Moskau. Erst im Januar des Jahres 2016 konnte sie wieder einen Doppeltitel auf der WTA Tour feiern. An der Seite von Monica Niculescu gewann sie das chinesische Turnier von Shenzhen.
Zwischen 2006 und 2011 bestritt sie für die US-amerikanische Fed-Cup-Mannschaft insgesamt 12 Partien, von denen sie fünf gewinnen konnte (Doppelbilanz: 4:3).
King gewann auf der WTA Tour einen Einzel- und 15 Doppeltitel und stand bei weiteren 12 Turnieren im Finale. Im Juni 2011 erreichte sie in der Doppelweltrangliste mit Platz 3 ihre beste Notierung.
King trat in der Saison 2020 während der coronabedingten Pause vom Profitennis zurück, kehrte aber bereits im März 2021 zurück auf die Tour. Am 6. April 2021 verkündete sie in Charleston jedoch ihren endgültigen Rücktritt.

## Turniersiege

### Einzel
| Nr. | Datum            | Turnier | Kategorie    | Belag     | Finalgegnerin       | Ergebnis      |
| --- | ---------------- | ------- | ------------ | --------- | ------------------- | ------------- |
| 1.  | 15. Oktober 2006 | Bangkok | WTA Tier III | Hartplatz | Tamarine Tanasugarn | 2:6, 6:4, 6:4 |

### Doppel
| Nr. | Datum              | Turnier        | Kategorie         | Belag             | Partnerin                  | Finalgegnerinnen                          | Ergebnis         |
| --- | ------------------ | -------------- | ----------------- | ----------------- | -------------------------- | ----------------------------------------- | ---------------- |
| 1.  | 20. Juni 2004      | Fort Worth     | ITF $10.000       | Hartplatz         | Anne Mall                  | Neha Uberoi Shikha Uberoi                 | 2:6, 6:3, 7:65   |
| 2.  | 8. Oktober 2006    | Tokio (1)      | WTA Tier III      | Hartplatz         | Jelena Kostanić            | Chan Yung-jan Chuang Chia-jung            | 7:62, 5:7, 6:2   |
| 3.  | 15. Oktober 2006   | Bangkok        | WTA Tier III      | Hartplatz         | Jelena Kostanić            | Mariana Díaz-Oliva Natalie Grandin        | 7:5, 2:6, 7:5    |
| 4.  | 20. Mai 2007       | Fès            | WTA Tier IV       | Sand              | Sania Mirza                | Andreea Ehritt-Vanc Anastassija Rodionowa | 6:1, 6:2         |
| 5.  | 23. Oktober 2007   | Kalkutta       | WTA Tier III      | Hartplatz         | Alla Kudrjawzewa           | Alberta Brianti Marija Korytzewa          | 6:1, 6:4         |
| 6.  | 21. September 2008 | Tokio (2)      | WTA Tier I        | Hartplatz         | Nadja Petrowa              | Lisa Raymond Samantha Stosur              | 6:1, 6:4         |
| 7.  | 2. November 2008   | Québec         | WTA Tier III      | Hartplatz (Halle) | Anna-Lena Grönefeld        | Jill Craybas Tamarine Tanasugarn          | 7:63, 6:4        |
| 8.  | 11. Januar 2009    | Brisbane       | WTA International | Hartplatz         | Anna-Lena Grönefeld        | Klaudia Jans Alicja Rosolska              | 3:6, 7:5, [10:5] |
| 9.  | 29. August 2009    | Bronx          | ITF $100.000+H    | Hartplatz         | Anna-Lena Grönefeld        | Julie Coin Marie-Ève Pelletier            | 6:0, 6:3         |
| 10. | 20. September 2009 | Québec         | WTA International | Hartplatz (Halle) | Barbora Záhlavová-Strýcová | Sofia Arvidsson Séverine Beltrame         | 6:1, 6:3         |
| 11. | 21. Februar 2010   | Memphis        | WTA International | Hartplatz (Halle) | Michaella Krajicek         | Bethanie Mattek-Sands Meghann Shaughnessy | 7:5, 6:2         |
| 12. | 22. Mai 2010       | Straßburg      | WTA International | Sand              | Alizé Cornet               | Alla Kudrjawzewa Anastasia Rodionova      | 3:6, 6:4, [10:7] |
| 13. | 4. Juli 2010       | Wimbledon      | Grand Slam        | Rasen             | Jaroslawa Schwedowa        | Jelena Wesnina Wera Swonarjowa            | 7:66, 6:2        |
| 14. | 13. September 2010 | US Open        | Grand Slam        | Hartplatz         | Jaroslawa Schwedowa        | Nadja Petrowa Liezel Huber                | 2:6, 6:4, 7:64   |
| 15. | 21. August 2011    | Cincinnati     | WTA Premier 5     | Hartplatz         | Jaroslawa Schwedowa        | Natalie Grandin Vladimíra Uhlířová        | 6:4, 3:6, [11:9] |
| 16. | 23. Oktober 2011   | Moskau         | WTA Premier       | Hartplatz (Halle) | Jaroslawa Schwedowa        | Anastasia Rodionova Galina Woskobojewa    | 7:63, 6:3        |
| 17. | 11. Mai 2013       | Cagnes-sur-Mer | ITF $100.000      | Sand              | Arantxa Rus                | Catalina Castaño Teliana Pereira          | 4:6, 7:5, [10:8] |
| 18. | 8. November 2015   | Waco           | ITF $50.000       | Hartplatz         | Nicole Gibbs               | Julia Glushko Rebecca Peterson            | 6:4, 6:4         |
| 19. | 9. Januar 2016     | Shenzhen       | WTA International | Hartplatz         | Monica Niculescu           | Xu Yifan Zheng Saisai                     | 6:1, 6:4         |
| 20. | 2. Februar 2018    | Burnie         | ITF $60.000       | Hartplatz         | Laura Robson               | Momoko Kobori Chihiro Muramatsu           | 7:63, 6:1        |
| 21. | 11. August 2019    | Landisville    | ITF $60.000       | Hartplatz         | Claire Liu                 | Hayley Carter Jamie Loeb                  | 4:6, 6:2, [10:5] |
| 22. | 6. März 2021       | Newport Beach  | ITF W25           | Hartplatz         | Maegan Manasse             | Emina Bektas Tara Moore                   | 6:4, 6:2         |

## Karrierestatistik und Turnierbilanz

### Einzel
| Turnier         | 2004 | 2005 | 2006 | 2007 | 2008 | 2009 | 2010 | 2011 | 2012 | 2013 | 2014 | 2015 | 2016 | 2017 | 2018 | Karriere |
| --------------- | ---- | ---- | ---- | ---- | ---- | ---- | ---- | ---- | ---- | ---- | ---- | ---- | ---- | ---- | ---- | -------- |
| Australian Open | —    | —    | Q3   | 1    | 1    | Q3   | 2    | 2    | 3    | 1    | 1    | —    | 2    | 1    | —    | 3        |
| French Open     | —    | —    | 1    | 1    | 2    | Q2   | 1    | 3    | 2    | 2    | 1    | —    | Q2   | —    | 1    | 3        |
| Wimbledon       | —    | —    | 2    | 1    | 1    | 2    | 1    | 1    | 1    | 1    | 1    | —    | Q3   | —    | —    | 2        |
| US Open         | Q1   | 2    | 2    | 1    | 1    | 3    | 2    | 3    | 1    | 1    | 2    | 1    | 2    | —    | 2    | 3        |

Zeichenerklärung: S = Turniersieg; F, HF, VF, AF = Einzug ins Finale / Halbfinale / Viertelfinale / Achtelfinale; 1, 2, 3 = Ausscheiden in der 1. / 2. / 3. Hauptrunde; Q1, Q2, Q3 = Ausscheiden in der 1. / 2. / 3. Runde der Qualifikation; n. a. = nicht ausgetragen

### Doppel
| Turnier                   | 2005              | 2006              | 2007              | 2008              | 2009              | 2010              | 2011              | 2012              | 2013              | 2014             | 2015             | 2016             | 2017             | 2018             | 2019             | 2020             | 2021             | T / T      | S/N        | Sieg%      |
| ------------------------- | ----------------- | ----------------- | ----------------- | ----------------- | ----------------- | ----------------- | ----------------- | ----------------- | ----------------- | ---------------- | ---------------- | ---------------- | ---------------- | ---------------- | ---------------- | ---------------- | ---------------- | ---------- | ---------- | ---------- |
| Australian Open           | –                 | –                 | 2                 | 1                 | 1                 | 2                 | 1                 | VF                | 1                 | 2                | –                | VF               | AF               | VF               | 1                | 1                | –                | 0 / 13     | 14:13      | 52 %       |
| French Open               | –                 | 1                 | 1                 | 1                 | AF                | 2                 | HF                | VF                | AF                | 1                | –                | 1                | –                | AF               | –                | –                | –                | 0 / 11     | 13:11      | 54 %       |
| Wimbledon                 | –                 | 1                 | 1                 | AF                | VF                | S                 | 2                 | 1                 | AF                | 1                | –                | 2                | –                | AF               | –                | n. a.            | –                | 1 / 11     | 17:10      | 63 %       |
| US Open                   | 1                 | 2                 | AF                | 1                 | AF                | S                 | F                 | AF                | 2                 | AF               | 2                | AF               | –                | 1                | HF               | –                | –                | 1 / 14     | 28:13      | 68 %       |
| WTA Finals                | –                 | –                 | –                 | –                 | –                 | HF                | HF                | –                 | –                 | –                | –                | –                | –                | –                | –                | n. a.            | –                | 0 / 2      | 0:2        | 0 %        |
| Indian Wells              | –                 | –                 | VF                | 1                 | 1                 | –                 | VF                | AF                | 1                 | 1                | –                | VF               | AF               | VF               | –                | n. a.            | –                | 0 / 10     | 10:9       | 53 %       |
| Miami                     | –                 | –                 | AF                | 1                 | 1                 | VF                | 1                 | HF                | 1                 | AF               | –                | VF               | VF               | AF               | –                | n. a.            | 1                | 0 / 12     | 12:12      | 50 %       |
| Charleston                | –                 | –                 | AF                | AF                | andere Kategorie  | andere Kategorie  | andere Kategorie  | andere Kategorie  | andere Kategorie  | andere Kategorie | andere Kategorie | andere Kategorie | andere Kategorie | andere Kategorie | andere Kategorie | andere Kategorie | andere Kategorie | 0 / 2      | 2:2        | 50 %       |
| Madrid                    | nicht ausgetragen | nicht ausgetragen | nicht ausgetragen | nicht ausgetragen | AF                | VF                | HF                | 1                 | –                 | VF               | –                | HF               | –                | –                | –                | n. a.            | –                | 0 / 6      | 9:6        | 60 %       |
| Rom                       | –                 | –                 | –                 | –                 | –                 | –                 | F                 | AF                | –                 | 1                | –                | 1                | –                | VF               | –                | –                | –                | 0 / 5      | 6:5        | 55 %       |
| San Diego                 | –                 | AF                | VF                | n. a. bzw. a. K.  | n. a. bzw. a. K.  | n. a. bzw. a. K.  | n. a. bzw. a. K.  | n. a. bzw. a. K.  | n. a. bzw. a. K.  | n. a. bzw. a. K. | n. a. bzw. a. K. | n. a. bzw. a. K. | n. a. bzw. a. K. | n. a. bzw. a. K. | n. a. bzw. a. K. | n. a. bzw. a. K. | n. a. bzw. a. K. | 0 / 2      | 3:2        | 60 %       |
| Kanada                    | –                 | –                 | –                 | AF                | 1                 | AF                | –                 | –                 | 1                 | –                | –                | –                | –                | –                | –                | n. a.            | –                | 0 / 4      | 1:4        | 20 %       |
| Cincinnati                | andere Kategorie  | andere Kategorie  | andere Kategorie  | andere Kategorie  | –                 | AF                | S                 | –                 | AF                | –                | –                | VF               | –                | 1                | –                | –                | –                | 1 / 5      | 8:4        | 67 %       |
| Tokio                     | –                 | –                 | F                 | S                 | 1                 | 1                 | HF                | 1                 | –                 | n. a. bzw. a. K. | n. a. bzw. a. K. | n. a. bzw. a. K. | n. a. bzw. a. K. | n. a. bzw. a. K. | n. a. bzw. a. K. | n. a. bzw. a. K. | n. a. bzw. a. K. | 1 / 6      | 9:5        | 64 %       |
| Peking                    | nicht ausgetragen | nicht ausgetragen | nicht ausgetragen | nicht ausgetragen | 1                 | HF                | HF                | AF                | AF                | –                | –                | AF               | –                | –                | 1                | n. a.            | n. a.            | 0 / 7      | 5:7        | 42 %       |
| Wuhan                     | nicht ausgetragen | nicht ausgetragen | nicht ausgetragen | nicht ausgetragen | nicht ausgetragen | nicht ausgetragen | nicht ausgetragen | nicht ausgetragen | nicht ausgetragen | –                | –                | –                | –                | AF               | AF               | n. a.            | n. a.            | 0 / 2      | 2:1        | 67 %       |
| Billie Jean King Cup      | –                 | HF                | HF                | HF                | F                 | –                 | PO                | –                 | –                 | –                | –                | –                | –                | –                | –                | –                | –                | 0 / 5      | 4:3        | 57 %       |
| Statistik                 | Statistik         | Statistik         | Statistik         | Statistik         | Statistik         | Statistik         | Statistik         | Statistik         | Statistik         | Statistik        | Statistik        | Statistik        | Statistik        | Statistik        | Statistik        | Statistik        | Statistik        | S/N        | S/N        | Sieg%      |
| Gewonnene Titel           | 0                 | 2                 | 2                 | 2                 | 3                 | 4                 | 2                 | 0                 | 1                 | 0                | 1                | 1                | 0                | 1                | 1                | 0                | 1                | Gesamt: 21 | Gesamt: 21 | Gesamt: 21 |
| Gesamt-Siege/-Niederlagen | 12:8              | 22:14             | 32:17             | 24:21             | 27:18             | 41:17             | 38:18             | 20:13             | 18:16             | 11:11            | 6:5              | 25:13            | 7:4              | 22:12            | 11:7             | 2:3              | 5:3              | 323:200    | 323:200    | 62 %       |
| Jahresendposition         | 357               | 59                | 27                | 34                | 32                | 4                 | 6                 | 22                | 51                | 77               | 275              | 23               | 92               | 36               | 80               | 84               | 337              | N/A        | N/A        | N/A        |

Zeichenerklärung: S = Turniersieg; F, HF, VF, AF = Einzug ins Finale / Halbfinale / Viertelfinale / Achtelfinale; 1, 2, 3 = Ausscheiden in der 1. / 2. / 3. Hauptrunde; KF (kleines Finale) = unterlegen im Spiel um Platz drei; RR = Round Robin (Gruppenphase); n. a. = nicht ausgetragen; a. K. = andere Kategorie; PO (Playoff) = Auf- und Abstiegsrunde im Billie Jean King Cup; K1, K2, K3 = Teilnahme in der Kontinentalgruppe I, II, III im Billie Jean King Cup.
Anmerkung: Diese Statistik berücksichtigt alle Ergebnisse im Einzel bei ITF- und WTA-Turnieren. Als Quelle dient die ITF-Seite der Spielerin. Dargestellt sind nur WTA-Turniere der Kategorie Tier I (bis 2008), die WTA-Turniere der Kategorien Premier Mandatory und Premier 5 (2009–2020) bzw. die WTA-Turniere der Kategorie 1000 (seit 2021).

### Mixed
| Turnier         | 2004 | 2005 | 2006 | 2007 | 2008 | 2009 | 2010 | 2011 | 2012 | 2013 | 2014 | 2015 | 2016 | 2017 | 2018 | Karriere |
| --------------- | ---- | ---- | ---- | ---- | ---- | ---- | ---- | ---- | ---- | ---- | ---- | ---- | ---- | ---- | ---- | -------- |
| Australian Open | —    | —    | —    | —    | 1    | —    | —    | 1    | —    | 1    | —    | —    | —    | 1    | AF   | AF       |
| French Open     | —    | —    | —    | 1    | —    | F    | HF   | 1    | —    | —    | —    | —    | —    | —    | AF   | F        |
| Wimbledon       | —    | —    | —    | 2    | 1    | 1    | 1    | 1    | —    | —    | 2    | —    | —    | —    | 1    | 2        |
| US Open         | 1    | —    | VF   | AF   | —    | 1    | 1    | 1    | —    | —    | —    | —    | —    | —    | 1    | VF       |

## Weltranglistenpositionen am Saisonende
| Jahr   | 2004 | 2005 | 2006 | 2007 | 2008 | 2009 | 2010 | 2011 | 2012 | 2013 | 2014 | 2015 | 2016 | 2017 | 2018 |
| ------ | ---- | ---- | ---- | ---- | ---- | ---- | ---- | ---- | ---- | ---- | ---- | ---- | ---- | ---- | ---- |
| Einzel | 825  | 202  | 50   | 107  | 129  | 79   | 86   | 76   | 70   | 84   | 112  | 466  | 79   | 487  | 380  |
| Doppel | 636  | 357  | 59   | 27   | 34   | 32   | 4    | 6    | 22   | 51   | 77   | 275  | 23   | 92   | 36   |